# Luna (Apayao)
Luna is een gemeente in de Filipijnse provincie Apayao op het eiland Luzon. Bij de laatste census in 2010 telde de gemeente ruim 18 duizend inwoners.

## Geografie

### Bestuurlijke indeling
Luna is onderverdeeld in de volgende 22 barangays:
| - Bacsay - Cagandungan - Calabigan - Cangisitan - Capagaypayan - Dagupan - Lappa - Luyon - Marag - Poblacion - Quirino | - Salvacion - San Francisco - San Gregorio - San Isidro Norte - San Isidro Sur - San Sebastian - Santa Lina - Shalom - Tumog - Turod - Zumigui |

## Demografie
Luna had bij de census van 2010 een inwoneraantal van 18.029 mensen. Dit waren 1.598 mensen (9,7%) meer dan bij de vorige census van 2007. Ten opzichte van de census van 2000 was het aantal inwoners gegroeid met 3.875 mensen (27,4%). De gemiddelde jaarlijkse groei in die periode kwam daarmee uit op 2,45%, hetgeen hoger was dan het landelijk jaarlijks gemiddelde over deze periode (1,90%).

De bevolkingsdichtheid van Luna was ten tijde van de laatste census, met 18.029 inwoners op 606,04 km², 29,7 mensen per km².

## Bestuur en politiek
Zoals in alle gemeenten in de Filipijnen is de belangrijkste bestuurder de burgemeester. De burgemeester wordt sinds 1987 elke drie jaar gekozen en is het hoofd van het gemeentelijk bestuur en de uitvoerende organen. De huidige burgemeester van Luna is Betty C. Verzola. Zij is sinds de verkiezingen van 2007 in functie, nadat ze eerder ook al drie termijnen burgemeester was. In 2013 werd ze herkozen. In 2013 kwam ze, voordat haar nieuwe termijn begon, bij een auto-ongeluk in Ilocos Norte om het leven.
Lijst van burgemeesters sinds 1995
- 1995 – 2007 Betty C. Verzola
- 2007 – 2010 Bienvenido Verzola jr.
- 2010 – 2013 Betty C. Verzola